# 켄터키주
켄터키(US: i/kənˈtʌki/, UK: /kɛn-/), 공식적으로는 켄터키 연방이며,{{efn|켄터키는 [[연방(미국 주)|미국에서 매사추세츠, 버지니아, 펜실베이니아와 함께 공식 명칭에 "연방"이라는 용어를 사용하는 4개의 주 중 하나다.}}는 내륙으로 둘러싸인 [[미국]이다. 영어: 미국의 남동부 지역에 있는 주|주]]입니다. 북쪽으로는 일리노이, 인디애나, 오하이오, 북동쪽으로는 웨스트버지니아, 동쪽으로는 버지니아, 남쪽으로는 테네시, 서쪽으로는 미주리와 접하고 있습니다. 북쪽 경계는 오하이오 강으로 정의된다. 주도는 프랭크포트이고 가장 인구가 많은 도시는 루이빌이다. 2024년 기준, 이 주의 인구는 약 460만 명이었습니다.
이전에는 식민지 버지니아의 일부였던 켄터키주는 1792년 6월 1일 15번째 주로서 연방에 가입했습니다. 켄터키주는 "블루그래스 주(Bluegrass State)"는 유럽 정착민들이 도입한 풀의 일종인 켄터키 블루그래스를 지칭하는 말로, 오랫동안 켄터키 주의 서러브레드 말 산업을 지탱해 왔습니다.
비옥한 토양 주의 중부와 서부 지역에서는 버지니아와 노스캐롤라이나에 있는 것과 유사한 대규모 담배 농장이 개발되었는데, 이 농장에서는 미국 헌법 수정 제13조가 통과되기 전에도 노예 노동을 이용했습니다. 켄터키주는 염소 사육에서 전국 5위, 육우 생산에서 8위,, 옥수수 생산에서 14위를 차지했습니다. 켄터키는 오랫동안 담배 산업의 중심지였지만, 자동차 제조, 에너지 생산, 의학을 포함한 비농업 분야로 경제가 다각화되었습니다. 켄터키주는 미국 주 중 자동차 및 트럭 조립 대수에서 4위를 차지했습니다. 이 주는 업랜드 사우스의 일부로 간주되는 여러 주 중 하나입니다.
이 주는 매머드 동굴 국립공원에 있는 세계에서 가장 긴 동굴 시스템, 미국 본토에서 가장 긴 항해 가능한 수로와 하천, 그리고 미시시피 강 동쪽에 있는 미국에서 가장 큰 두 개의 인공 호수가 있는 곳입니다. 켄터키의 문화적 측면에는 경마, 버번, 문샤인, 석탄 채굴, 나의 옛 켄터키 홈 주립 공원, 자동차 제조, 담배, 남부 요리, 바비큐, 블루그래스 음악, [[coll

## 역사

### 초기 역사
12,000년 전의 만큼 오래전에 현재의 켄터키 주의 서부에 속하는 숲들에 아마 아메리카 인디언들이 살았을 것이다. 초기 유럽인 탐험가들은 켄터키 지방에 많은 다른 부족들을 찾았다. 이 부족들은 체로키 족, 델라웨어 족, 이로쿼이 어족과 쇼니 족을 포함하였다.

### 탐험과 정착

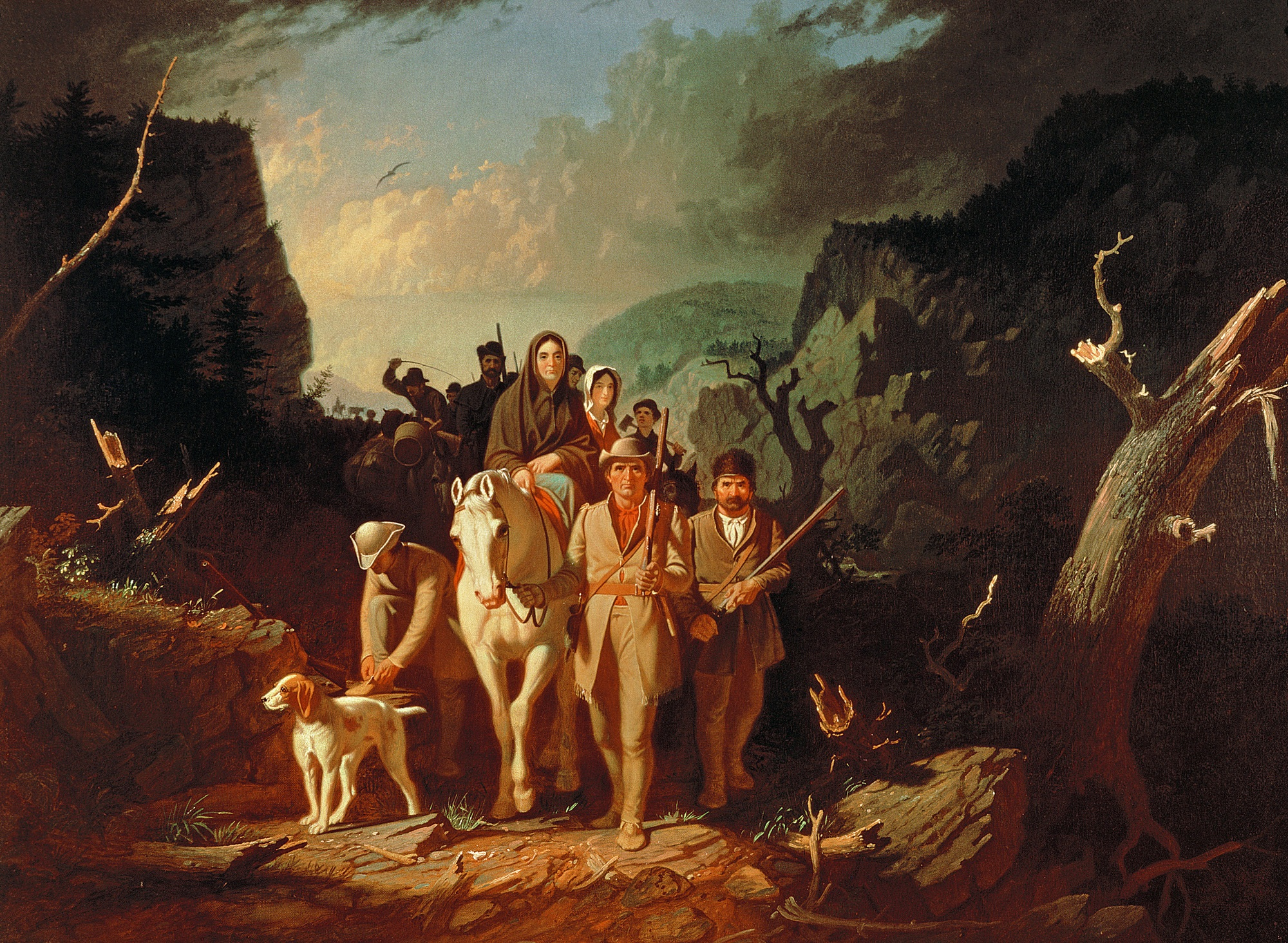
컴벌랜드 협곡을 지나는 대니얼 분 (1775년)

일부 영국과 프랑스의 탐험가들이 아마 1600년대 후반과 1700년대 초반 동안에 켄터키 지방을 방문하였다. 영국인 탐험가들은 에브램 우드 대령, 게이브리얼 아서와 존 샐링을 포함한다. 프랑스의 탐험가들 중에는 자크 마르케트 신부, 루이 졸리에와 르네-로베르 카블리에 드 라 살이 있었다.
1750년, 개척자의 정찰병인 토머스 워커가 컴벌랜드 협곡을 지나 켄터키에 들어와서 지방의 동부를 처음으로 탐험하였다. 1767년에는 대니얼 분이 동부 켄터키를 탐험하였다. 1769년, 그는 다시 켄터키에 왔고, 그러고나서 블루그래스 지방에서 2년을 보냈다. 1773년, 분은 정착자들의 단체를 켄터키로 이끌었으나, 인디언들은 그들에게 돌아가라고 강요하였다. 사이먼 켄턴은 1773년과 1774년 켄터키 북동부를 탐험하였다. 1774년, 제임스 해러드는 펜실베이니아에서 식민지 주민들의 단체를 이끌고 들어왔다. 그들은 켄터키의 첫 영구적 백인 정착지 해러즈버그를 설립하였다. 분은 1775년 컴벌랜드 협곡을 지나 다른 정착자들의 단체를 이끌고 켄터키에 들어왔다. 분은 켄터키 강을 따라서 정착하여 그의 대지를 "분스보러"라고 불렀다.
산과 숲들은 정착자들과 아메리카 식민지들의 보호 구역 사이에 서있었다. 미국 독립 전쟁이 시작된 후, 영국군들에게 호의적인 인디언들은 켄터키 주민들에 공격을 되풀이하였다. 식민지들은 정착자들에게 약간의 도움 만을 줄 수 있었다. 분, 켄턴과 조지 로저스 클라크는 인디언들의 공격으에서 성공적으로 켄터키를 방어하였다.
1776년, 켄터키는 버지니아의 군이 되었다. 많은 버지니아의 주민들이 켄터키 지방으로 이주해 들어갔다. 영국군의 무기를 공급받은 인디언들은 지속적으로 정착자들을 공격하였다. 1778년, 조지 로저스 클라크는 켄터키 북서부에 있는 3개의 영국령 정착지들에 대항하기 위한 남성들의 작은 단체를 이끌었다. 클라크는 정착지들을 포획하고 이디언들에 영국군의 공급을 중단하였다. 인디언들은 정착지들을 다시 공격하고 나서 적게 자주 일어났다.

### 주 지위
1792년 5월, 켄터키의 주민들은 주로 승격을 위한 준비에서 헌법을 채택하였다. 1792년 6월 1일, 켄터키는 15번째 주로서 합중국에 가입하였다. 독립 전쟁의 영웅 아이잭 셸비는 초대 주지사가 되었으며, 프랭크퍼트가 주도로 만들어졌다.
1798년, 미국 의회는 외국인과 선동 법령들로 알려진 법령들의 연속을 통과시켰다. 이 법령들은 다른 나라들에서 태어난 사람들과 정부와 함께 불복을 창조하려 한 사람들에게 대항하였다. 토머스 제퍼슨 부통령과 버지니아 대표 제임스 매디슨은 물론, 켄터키 주민들이 이 법령들을 반대하였다. 켄터키 주민들은 외국인과 선동 법령들이 비공식적이라 선언한 제퍼슨이 쓴 강한 결의문을 채택하였다. 법령들에 제퍼슨의 반대는 그가 미국의 대통령이 되는 데 도움을 주었다.

### 주 승격
농사는 켄터키 지방에서 정착자들에게 항상 중요해 왔다. 켄터키가 주가 된 후에 그 인구가 증가하였고, 농장 지대의 더 많은 지역들이 정착지에 열렸다. 1800년대 초반에 말의 사육자들이 중부 켄터키에서 사료들의 우수한 먹이 품질을 인정하였다. 이 지역은 켄터키 주의 말 사육의 중심지가 되었다. 1800년대 초반에 증기선의 이용이 주의 농장들이 번영하는 데 도움을 주었다. 농부들은 축산물과 곡물의 큰 뱃짐을 오하이오 강과 미시시피강을 따라서 배에 실어 날랐다. 밧줄을 만드는 데 이용된 삼이 켄터키에서 중요한 수확물이었다. 1800년대 중반에 켄터키 주는 국가에서 나는 거의 모든 삼을 생산하였다.
담배 재배는 1830년 이후에 중요해졌다. 1860년대에 들어서 켄터키 주는 담배 생산에서 국가를 이끌었다. 미시시피 강으로 내려가 뉴올리언스에서 위스키를 위한 시장은 켄터키 주의 농업과 제조업의 번창에 원조하였다. 켄터키 주의 농부들은 술 제조업에 사용된 옥수수, 호밀과 다른 곡물들을 재배하였다. 위스키 생산은 중요한 산업이 되었다. 노예들의 사용은 켄터키 주의 농업 경제에 중앙적이었고, 노예제는 블루그래스 지방에서 번창하였다.

### 남북 전쟁

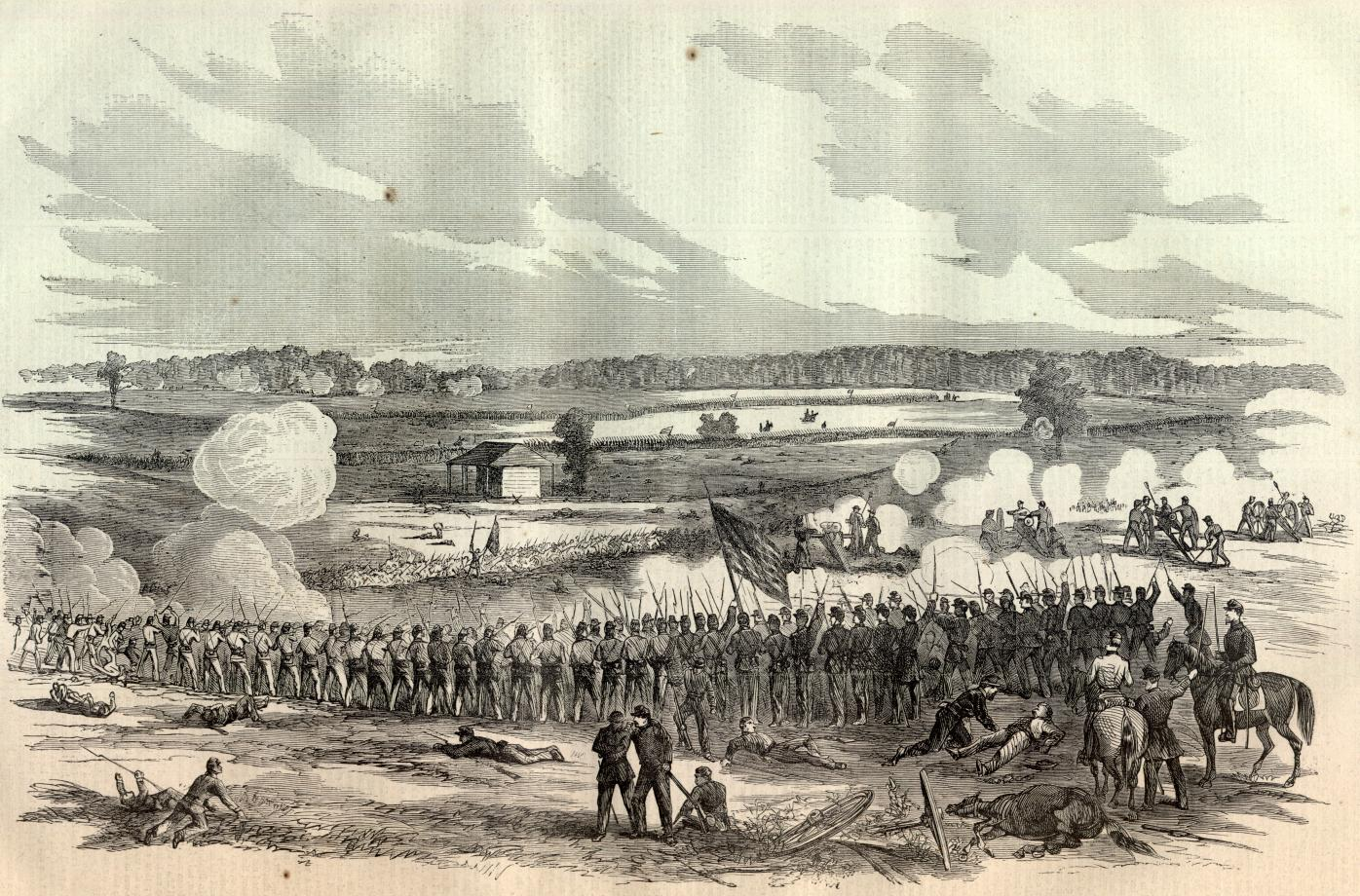
남북 전쟁 중의 페리빌 전투 (1862년)

1861년, 남북 전쟁이 시작되자, 켄터키 주는 중립에 머물기를 희망하였다. 주는 북부와 남부 양쪽과 사회, 경제와 정치적으로 제휴되었다. 그러나 그해의 여름에 남군이 켄터키 주의 서부를 침입하였다. 그러고나서 율리시스 S. 그랜트 장군 아래의 북군이 퍼듀카를 점령하였다. 9월에 주의 입법부는 남군을 몰아내고 주의 중립을 지키기 위해 군대를 만들었다. 이 실행은 켄터키를 북부에 가담시켰다. 그러나 많은 주민들은 남부에 호의를 가졌다. 어떤 가족들의 일원들은 전투에서 서로 싸웠다. 대략 75,000명의 켄터키 주민들이 북군을 위하여 싸웠으며, 대략 35,000명은 남군을 위하여 싸웠다.
1862년, 1월 19일, 북군은 켄터키주 남부의 밀스프링스에서 중요한 승리를 거두었다. 이 승리는 북군들에게 테네시주의 동부를 열었다. 8월에는 켄터키 주의 리치먼드에서 열린 전투에서 남군이 이겼다. 10월에 열린 페리빌 전투에서 양쪽이 거대한 손해를 입었다. 남군은 결국 페리빌에서 후퇴하여 테네시 주로 들어갔다.
1865년, 남북 전쟁이 끝나자, 켄터키 주는 남부에 강한 동정심을 가진 주가 되었다. 이 태도를 위한 일부 이유들이 있었다. 정부는 주인들에게 돈 내지 않으면서 노예들을 해방시켰다. 군인들은 주민들이 필요적 생각을 한 것보다 주에 더 오래 남아있었다. 남부를 지지한 부분에 흑인 군인들이 보내졌다. 켄터키 주민들은 전쟁을 승리하는 데 도움을 준 것보다 자신들이 전쟁에서 패한 것처럼 느껴졌다.

### 전쟁 이후의 공황
남북 전쟁의 후에 남부를 덮친 경제 공황으로 인한 영향을 받았다. 남부의 시장들은 켄터키의 농산물들을 살 여유가 없었다. 특히, 주의 삼 산업은 타격을 입었다. 남부의 면화 생산은 전쟁 후에 쇠퇴하였고, 증기선들은 1860년대에 항해선의 대부분을 대신하였다. 미시시피와 오하이오 강을 따라서 보트 교통의 감소는 켄터키의 작은 항구 도시들을 손상하였다. 하지만, 철도의 건설은 주의 많은 지역들에 도움을 주었다. 루이빌은 강과 철도 교통 양쪽에 접근하면서 북부와 남부 사이에 물건 교환을 위한 주요 중심지가 되었다.
1870년대와 1880년대는 더 나아가서의 경제적 변화를 가져왔다. 남북 전쟁 이후 경마에 흥미의 증가는 켄터키 주에게 순혈종 말을 길러 경마지를 설립하는 용기를 주었다. 많은 말의 농장과 마구간들은 블루그래스 지방에 열었다. 켄터키 주의 중부와 동부에서 잎담배의 개발은 담배 생산의 거대한 증가에 공헌하였다. 그러나 시기적 공황은 많은 농장의 실패와 소작인들의 수에 날카로운 오름에 담배값이 떨어지는 결과를 가져오면서 주목되었다.
1890년에 들어서 켄터키주 동부의 자원들이 개발될 수 있으면서 철도 시스템이 확장되었다. 투기 업자들은 애펄레이치언 고원에 거대한 토지 지역들을 매입하였다. 석탄, 석유와 재목의 생산이 드라마적으로 올랐다. 그러나 이득은 거의 주 외부에 있는 결석자 지주들에게 갔다.

### 1900년대 초반

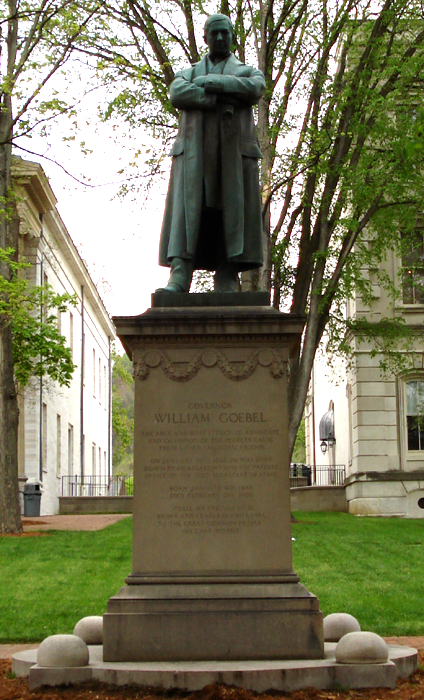
윌리엄 고벨의 동상

경제적 불안은 1899년 주지사를 위한 격심하게 싸운 선거 운동에 공헌하였다. 공화당 소속의 윌리엄 테일러가 자신의 민주당 상대 후보 윌리엄 고벨에 좁은 차이로 선거를 이겼다. 고벨은 사기와 입법부가 선거에서 진짜 우승자를 결정한 결과를 시험한 요구를 고발하였다. 1900년 1월 30일, 고벨이 암살당하였다. 다음 날에 민주당이 통제하는 입법부는 선거에서 고벨이 이겼다고 선언하였다. 테일러의 후원자들은 결정에 항의하였다. 고블은 2월 3일 사망하였고, 또한 민주당원이었던 부주지사 J. C. W. 베컴이 주지사로 인계받았다. 그러나 많은 켄터키의 주민들은 아직도 테일러가 선거를 이겼다고 주장하였다. 2개의 단체들이 형성되면서 각각 다른 주지사를 요구하였다. 내전이 일어날 뻔 했다가, 11월에 특별 선거가 열리자, 베컴이 이겼다.
1800년대 후반과 1900년대 초반 동안에 담배 상사의 단체가 켄터키 주에서 모든 담배 소비의 전매권을 열었다. 주의 서부와 중부의 농부들이 1904년부터 1909년까지 일어난 담배 전쟁 동안에 이 전매권에 싸웠다. 야간의 복면 기마단원들이 전매권으로 팔린 담배 재배자들의 창고, 헛간과 밭을 불태웠다. 지방의 담배 재배자들에게는 저가격으로 남아있고, 그들의 절망이 자라났다.
1930년대의 대공황은 켄터키 주의 강한 타격을 주었다. 작은 농장들은 버림받았다. 켄터키의 주민들은 도시들에서 직업을 찾기 시작하였다. 다른이들은 임업과 다른 보존 프로젝트들에서 일하였다. 공장들이 지어지고, 미국 재무부는 1936년 포트녹스에서 그 황금 금고실을 설립하였다.

### 1900년대 중반
제2차 세계 대전이 일어나는 동안에 켄터키 주의 농장과 광산들이 생산적으로 되었다. 주의 공장들은 전쟁 물자들을 생산하였다. 전쟁이 끝난 후, 제조업이 자라나고 켄터키 주는 농업에서 산업 경제로 바뀌었다. 1955년에는 투표하는 나이를 18세로 낮추었다.
주의 석탄 산업은 1960년대에 번창하였다. 관광업도 주요 산업이 되었고, 휴양지들을 도달하는 것을 더 쉽게 만든 새로운 고속도로들이 도왔다. 1964년, 테네시 강 유역 개발 공사가 주의 서부에 랜드 비트윈 더 레이크스 오락장의 첫 시설들을 열었다.

### 1900년대 후반
렉싱턴 지방은 1970년대 동안에 재빠른 산업의 번창을 경험하였다. 1970년대 초반에 주는 나라에서 제1의 석탄 생산지가 되었다. 1972년, 주의 입법부는 석탄 생산에 대한 주의 첫 세금을 통과시켰다. 1970년대 중반에 에너지 부족이 미국에 타격을 줄 때에 석탄 채굴 산업이 붐을 일으켰다. 1980년의 주의 법률은 석탄 세금에서 세입의 절반을 돌려주면서 이 군들을 도왔다.
노천 채굴이 1970년대 초반에 착수되었다. 이런 식은 채굴은 석탄을 드러내기 위해 땅을 노천 채굴하는 것이다. 그러나 비가 느슨해진 흙을 씻어버리고, 흙의 침식과 수질 오염의 원인을 가져왔다. 1978년, 연방 법률은 노천굴 소유자들이 가능한 대로 대지를 원래 상태로 재건하도록 요구하게 되었다.
1980년대에 일부 켄터키 주의 학교 시스템들이 주의 공무원들을 고소하면서, 공공 학교들을 위한 부적당하고 고르지 않은 모금과 함께 고발하였다. 1989년, 켄터키 주의 대법원은 주의 비헌법적인 공공 학교 시스템을 판결하였다. 학교 개혁 계획은 1990년, 켄터키주 교육 개혁 법령의 통과와 함께 채택되었다. 계획은 각각의 학교가 교장, 교사와 학부모로 이루어진 협회가 운영하도록 요구하였다. 다른 마련들은 낮은 소득적 가족들의 자식들을 위한 보육원 교실들의 설립, 특별 교육을 위한 더 많은 모금과 학교 향상을 평가하도록 한 시험 시스템을 포함하였다.
1988년, 도요타 자동차 주식회사가 조지타운에 자동차 공업 지대를 열었다. 이 공장과 루이빌과 볼링그린에 있는 다른 자동차 공업 지대들과 함께 켄터키 주는 1990년대 국가에서 주요한 자동차 생산지들 중 하나가 되었다.
1900년대의 말기에 광부들을 위한 직업들의 수가 감소하면서 주의 탄광들에서 많은 근로자들을 무직으로 놓이게 하였다. 거기서 소득, 보건과 교육의 수준들이 주의 도시 지역들과 나라 전체의 뒤로 떨어졌다.
1999년, 폴 패턴 주지사가 재선되었다. 그는 1800년 이래, 켄터키 주의 지사로서 처음으로 두번째 임기에 선출된 적격이었다. 투표자들은 주의 사무사들의 두번째 연속적인 기간으로 재선을 허락하도록 1992년의 헌법적 수정안을 찬성하였다.

### 21세기
2000년, 투표자들은 입법부가 매년 모이도록 허락한 헌법적 수정안을 찬성하였다. 이전에 입법부는 짝수의 해들에 회의를 열었다.
2003년, 어니 플레처가 제2차 세계 대전 이래 두번째 공화당원으로서 주지사에 선출되었다. 하지만, 2007년 선거에서는 민주당원 스티브 베시어에게 패하였다.

## 경제

### 서비스업
서비스업은 켄터키 주의 국내 총생산과 고용의 가장 큰 부분을 차지한다. 서비스업의 대부분은 주의 메트로폴리탄 지역들에서 행한다.
루이빌은 주의 주요한 금융의 중심지이다. 많은 주요 은행들과 보험 회사들은 거기에 큰 지점 사무소들을 두었다. 많은 해운업과 트럭 회사들도 루이빌에서 큰 운영이 되고 있다. 렉싱턴과 루이빌은 주요 의료 센터들이 있다. 민간 정부 서비스의 가장 큰 중심지들은 프랭크퍼트, 렉싱턴과 루이빌이다.
미국 육군의 기지 캠벨 요새의 일부는 크리스천 카운티에 놓여있다. 육군의 녹스 요새는 첫째로 하딘 카운티에 놓여있다.

### 제조업

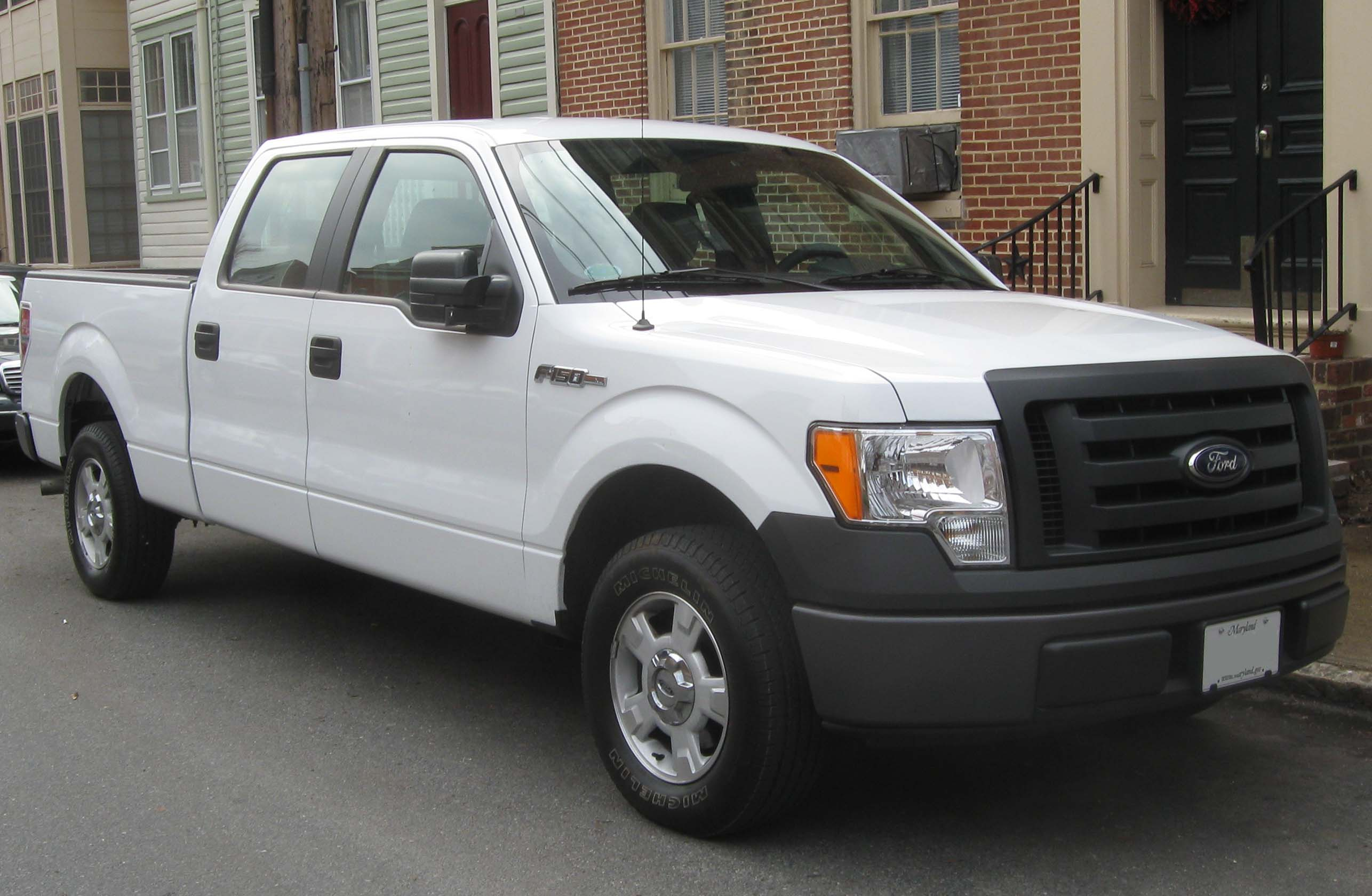
미국에서 가장 잘 팔리는 트럭 포드 F-시리즈는 루이빌에서 제조된다.

루이빌은 켄터키 주의 제조업 중심지이다. 도시는 국가에서 주요한 트럭 생산의 중심지들 중 하나이다. 루이빌은 주의 주요 식품 가공업 중심지이기도 하다. 제과류, 냉동식품과 정육품들이 거기서 가공된다. 화학품들도 생산되고, 또한 KFC의 본사가 자리잡고 있다.
제조업의 거의도 다른 도시들에서 일어나는 편이다. 렉싱턴은 컴퓨터 프린터와 난방 용품을 만든다. 볼링그린, 조지타운과 루이빌은 큰 자동차 공장 지대들이 있다. 많은 켄터키 주의 도시들은 자동차 부품들을 생산한다. 화학품 공장 지대들은 캘버트 시티, 캐롤턴과 퍼듀카에서 운영이 되고 있다. 캐틀레츠버그에는 큰 석유 정제소가 있다.
켄터키 주는 버본 위스키 생산에서 나라를 이끌고 있다. 켄터키 주는 주요 알루미늄 산업에서 제1의 주들 중에 하나다. 알루미늄 제련소들은 헨더슨과 호스빌에 있다. 켄터키 주는 경재 벌목의 주요한 생산주들 중 하나이다. 주의 목재 제품 산업들은 근로자들의 큰 수를 고용한다.

### 광업
석탄은 켄터키 주의 가장 가치 있는 광물이다. 주는 주요한 미국 석탄 생산지에 속한다. 석탄은 넓게 갈라진 2개의 지역 - 서부 켄터키 탄광과 동부 켄터키 탄광에서 채굴된다. 홉킨스, 유니언과 웹스터 카운티들은 서부 켄터키 탄광의 주요 석탄 생산 군들이다. 할란, 노트, 페리와 파이크 카운티들은 동부 켄터키 탄광에서 가장 많은 석탄을 생산한다. 켄터키주 석탄의 대략 60 퍼센트는 지하 광산에서 나오며, 나머지는 외부에서 나온다.
주의 다른 광물들은 석회암, 천연가스와 석유를 포함한다. 석회암은 주의 전역을 통하여 채굴되며, 켄터키 주는 주요한 석회암의 생산지이다. 천연가스의 대부분은 동부 켄터키 탄광에서 나온다. 서부 켄터키 탄광이 주의 석유 대부분을 공급한다.

### 농업
농장 지대는 켄터키 주의 대략 1의 반을 뒤덮고 있다. 가축과 축산물은 켄터키주 농장 소득의 대략 3분의 2를 차지한다. 가장 중요한 가축의 중심지들은 렉싱터 근처와 주의 서부에 있다. 순혈종의 말들의 사육과 판매는 주의 가축 소득의 가장 가치 있는 근원이다. 순혈종의 말 대부분은 렉싱턴 근처의 새포아풀 목초지에서 왔다.
육우와 닭은 가축 소득의 주요한 근원이다. 육우는 동부 켄터키 탄광을 제외한 주의 전역에서 기르는 편이다. 닭은 주로 주의 서부 지역에서 기른다. 다른 중요한 축산물은 달걀, 돼지와 우유이다.
수확물은 주의 농장 소득의 대략 3분의 1을 마련한다. 전통적으로 담배는 주의 가장 귀중한 수확물들 중 하나였다. 2000년대 초반 이래 옥수수와 콩은 담배를 능가하였다. 켄터키 주는 담배 잎을 생산하도록 주들을 이끌고 있으며, 총생산으로 봤을 때 노스캐롤라이나주의 다음에 와있다.
주의 다른 수확물들은 옥수수, 콩, 건초와 밀을 포함한다. 옥수수, 콩과 밀은 주의 서부에 있는 농장들에서 자란다. 건초는 주로 주의 중부에서 자라며, 사과와 복숭아는 주에서 주요하게 생산되는 과일이다.

## 주민
| 인구조사                                | 인구      | Note | %±     |
| --------------------------------------- | --------- | ---- | ------ |
| 1790년                                  | 73,677    |      | —      |
| 1800년                                  | 220,955   |      | 199.9% |
| 1810년                                  | 406,511   |      | 84.0%  |
| 1820년                                  | 564,317   |      | 38.8%  |
| 1830년                                  | 687,917   |      | 21.9%  |
| 1840년                                  | 779,828   |      | 13.4%  |
| 1850년                                  | 982,405   |      | 26.0%  |
| 1860년                                  | 1,155,684 |      | 17.6%  |
| 1870년                                  | 1,321,011 |      | 14.3%  |
| 1880년                                  | 1,648,690 |      | 24.8%  |
| 1890년                                  | 1,858,635 |      | 12.7%  |
| 1900년                                  | 2,147,174 |      | 15.5%  |
| 1910년                                  | 2,289,905 |      | 6.6%   |
| 1920년                                  | 2,416,630 |      | 5.5%   |
| 1930년                                  | 2,614,589 |      | 8.2%   |
| 1940년                                  | 2,845,627 |      | 8.8%   |
| 1950년                                  | 2,944,806 |      | 3.5%   |
| 1960년                                  | 3,038,156 |      | 3.2%   |
| 1970년                                  | 3,218,706 |      | 5.9%   |
| 1980년                                  | 3,660,777 |      | 13.7%  |
| 1990년                                  | 3,685,296 |      | 0.7%   |
| 2000년                                  | 4,041,769 |      | 9.7%   |
| 2010년                                  | 4,339,367 |      | 7.4%   |
| 2020년                                  | 4,505,836 |      | 3.8%   |
| 출처: 1790–2020 1910–2020 2018 Estimate |           |      |        |

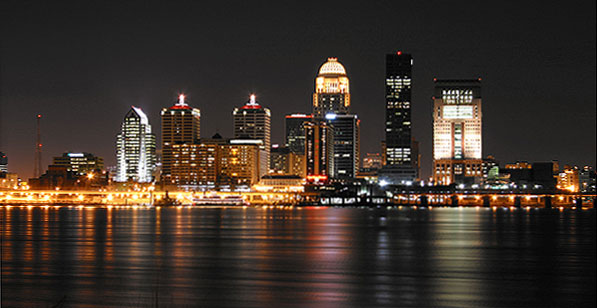
루이빌의 야경

2020년, 미국 인구 조사국은 켄터키 주의 인구가 4,505,836명이라고 보고하였다. 2010년의 4,339,367명에서 3.8% 증가하였다.
켄터키 주민들의 대략 55%는 주의 9개 메트로폴리탄 지역들에 산다. 이 지역들은 볼링그린, 신시내티(오하이오)-미들타운(오하이오), 클락스빌(테네시), 엘리자베스타운, 에번스빌(인디애나), 헌팅턴(웨스트버지니아주)-애실랜드, 렉싱턴-파예트, 루이빌과 오언스보로이다.
주민의 절반 이상이 도시 지역들에 산다. 2020년, 조사국에 따르면 당시에 렉싱턴이 켄터키 주에서 가장 큰 도시들 중 하나이다. 그러나 2003년에는 제퍼슨 카운티와 합병된 루이빌이 렉싱턴을 능가하면서 주의 가장 큰 도시가 되었다. 다른 도시에는 오언스보로, 볼링그린, 코빙턴, 홉킨스빌과 주도 프랭크퍼트이 포함된다.
켄터키 주민의 대략 89%는 히스패닉이 아닌 백인들이다. 아프리카계 미국인은 주 인구의 대략 7%를 차지한다.

## 같이 보기
- KFC